# Raphimetopus
Raphimetopus é um gênero de mariposa pertencente à família Crambidae.